# コンシューマ駆動契約
Consumer Driven Contracts (CDC) は、マイクロサービスアーキテクチャ内のインターフェイスをテストする手順です。
このアプローチは、 (マイクロ) サービス間の依存関係を定義するために設計されています。 インターフェイス全体はスキーマで固定されていません。依存関係は、コントラクト (契約) 内のインターフェイスのコンシューマのために特別に定義されます。プロデューサーから返されるオブジェクトのうち、コンシューマーにとって本当に重要な領域だけが正確に定義されます。これは、サービスがどのコンシューマも参照していない領域では、インターフェイスをさらに開発および変更できるという利点があります。
通常、システム間の契約は、継続的インテグレーションプロセスの一部として自動的に検証されます。CDCは、高価なエンドツーエンドのテストを回避できるという利点を提供します。 CDCフレームワークは、例えばPactです。